# Birinci Lig 1960/61
Die Birinci Lig 1960/61 war die 6. Saison der höchsten zyperntürkischen Spielklasse im Männerfußball.
Vorjahressieger Çetinkaya TSK konnte seinen Titel erfolgreich verteidigen. Es gab keine Absteiger, da die Liga zur nächsten Saison auf 9 Mannschaften erweitert wurde.

## Abschlusstabelle
| Pl. | Verein                | Sp. | S  | U | N  | Tore    | Diff. | Punkte |
| --- | --------------------- | --- | -- | - | -- | ------- | ----- | ------ |
| 1.  | Çetinkaya TSK (M)     | 14  | 11 | 1 | 2  | 040:130 | +27   | 23:50  |
| 2.  | Mağusa Türk Gücü      | 14  | 10 | 0 | 4  | 037:260 | +11   | 20:80  |
| 3.  | Gençlik Gücü TSK      | 14  | 8  | 2 | 4  | 038:210 | +17   | 18:10  |
| 4.  | Doğan Türk Birliği SK | 14  | 7  | 2 | 5  | 050:370 | +13   | 16:12  |
| 5.  | Yenicami Ağdelen      | 14  | 6  | 3 | 5  | 045:240 | +21   | 15:13  |
| 6.  | Küçük Kaymaklı TSK    | 14  | 5  | 4 | 5  | 030:340 | −4    | 14:14  |
| 7.  | Türk Ocağı Limasol    | 14  | 1  | 2 | 11 | 013:450 | −32   | 04:24  |
| 8.  | Gençler Birligi       | 14  | 1  | 0 | 13 | 019:720 | −53   | 02:26  |

| (M) | amtierender Meister |